# Anrune Weyers
Anrune Weyers, née Libenberg le 3 novembre 1992 à Benoni (Afrique du Sud), est une athlète handisport sud-africaine, spécialiste du sprint catégorie T47. Elle détient deux titres mondiaux (2015, 2019) et un titre paralympique (2021).

## Jeunesse
Anrune Weyers est née sans avant-bras gauche. 
Elle fait ses études à l'Université de Stellenbosch.

## Carrière
Pour ses premiers Jeux paralympiques, elle remporte deux médailles : l'argent sur le 400 m T46 et le bronze sur le 200 m T46. Ses deux médailles lui sont volées lors à l'aéroport de George lors d'un voyage. Quatre ans plus tard, elle rafle de nouveau l'or sur le 400 m, battue dans les derniers mètres par la Chinoise Li Lu.
Lors de ses troisième Jeux en 2021, Weyers empoche sa première médaille d'or paralympique sur sa distance de prédilection, le 400 m en 56 s 05.

### Jeux paralympiques
| Discipline / Année | Londres 2012   | Rio 2016       | Tokyo 2020 |
| 200 m              | Bronze 25 s 45 | 4e 26 s 57     | 4e 25 s 51 |
| 400 m              | Argent 56 s 65 | Argent 58 s 88 | Or 56 s 05 |

### Championnats du monde
| Discipline / Année | Christchurch 2011 | Lyon           | Doha           | Londres 2017   | Dubaï 2019     |
| 100 m              | -                 | 5e 13 s 77     | 4e 12 s 90     | -              | Bronze 12 s 36 |
| 200 m              | 6e 26 s 71        | Argent 26 s 06 | Bronze 25 s 58 | Argent 25 s 53 | Argent 25 s 01 |
| 400 m              | -                 | Argent 56 s 78 | Or 56 s 65     | Argent 58 s 09 | Or 55 s 79     |